# Mycena subsanguinolenta
Mycena subsanguinolenta A.H. Sm. – gatunek grzybów z rodziny grzybówkowatych (Mycenaceae).

## Systematyka i nazewnictwo
Pozycja w klasyfikacji według Index Fungorum: Mycena, Mycenaceae, Agaricales, Agaricomycetidae, Agaricomycetes, Agaricomycotina, Basidiomycota, Fungi.

## Występowanie i siedlisko
Brak go w opracowanym w 2003 r. przez Władysława Wojewodę zestawieniu wielkoowocnikowych grzybów podstawkowych Polski, ale jego stanowiska podano w latach późniejszych.
Grzyb saprotroficzny.